# زیردریایی کلاس یازن
زیردریایی کلاس یاسِن (به روسی: проекта ۸۸5 (08850)-Ясень) پروژه ۸۸۵-یاسِن (زبان‌گنجشک)، یک کلاس از زیردریایی روسی است که طول آن ۱۲۰ م. می‌باشد.
پروژه یاسِن (گرانی) ۸۸۵، جدیدترین زیردریایی تهاجمی هسته ای متعلق به نیروی دریایی روسیه است. در حال حاضر ۳ فروند در خدمت است البته چهارمین فروند از این کلاس نیز به منظور بهبود پروژه مذکور ساخته شده‌است. در حال حاضر حداقل ۱۰ فروند از این زیردریایی برای ورود به روند ساخت خود تا سال ۲۰۲۷ برنامه‌ریزی شده‌اند.
این کلاس جانشین زیردریایی‌های قدیمی کلاس آکولا خواهد بود. البته با وجود تمامی تلاش‌های صورت گرفته، این کلاس تنها مقدار کمی از کلاس آکولا ساکت‌تر است. در مجموع ۳۰ موشک ضد کشتی و اژدر توسط کلاس یاسِن حمل می‌شوند.
- سال آغاز خدمت: ۲۰۱۳
- عمق غوطه وری: حدوداً ۳۰۰ متر
- لوله‌های پرتاب عمودی: ۲۴ عدد
- لوله‌های اژدر: ۸×۶۵۰ م.م.
- تسلیحات: اژدرهای متفاوت، موشک ضد کشتی و کروز
این کلاس زیردریایی را بعنوان رقیب زیردریایی‌های کلاس ویرجینیا آمریکا می‌دانند.